# (51825) Davidbrown
(51825) Davidbrown ist ein Asteroid des äußeren Hauptgürtels, der am 19. Juli 2001 von der US-amerikanischen Astronomin Eleanor Helin entdeckt wurde, auf Aufnahmen des Projektes Near Earth Asteroid Tracking (NEAT), die mit dem 120-cm-Oschin-Schmidt-Teleskop des Palomar-Observatoriums (IAU-Code 644) in Kalifornien gemacht worden waren. Unbestätigte Sichtungen des Asteroiden hatte es vorher schon am 8. und 10. Februar 1994 unter der vorläufigen Bezeichnung 1994 CZ14 am La-Silla-Observatorium der Europäischen Südsternwarte in Chile gegeben, sowie am 10. und 13. Februar 1999 (1999 CO55) an der Lincoln Laboratory Experimental Test Site (ETS) in Socorro, New Mexico.
Der Asteroid gehört zur Eos-Familie, einer Gruppe von Asteroiden, welche typischerweise große Halbachsen von 2,95 bis 3,1 AE aufweisen, nach innen begrenzt von der Kirkwoodlücke der 7:3-Resonanz mit Jupiter, sowie Bahnneigungen zwischen 8° und 12°. Die Gruppe ist nach dem Asteroiden (221) Eos benannt. Es wird vermutet, dass die Familie vor mehr als einer Milliarde Jahren durch eine Kollision entstanden ist. Die zeitlosen (nichtoskulierenden) Bahnelemente von (51825) Davidbrown sind fast identisch mit denjenigen des möglicherweise geringfügig kleineren, wenn man von der absoluten Helligkeit von 14,2 gegenüber 14,1 ausgeht, Asteroiden (86124) 1999 RK147.
(51825) Davidbrown wurde am 6. August 2003 nach dem US-amerikanischen Astronauten David McDowell Brown benannt, der als Missionsspezialist und Pilot der Raumfähre Columbia beim Absturz am 1. Februar 2003 ums Leben kam. Nach allen Mitgliedern der Columbia-Besatzung wurden Asteroiden benannt: nach Rick Douglas Husband (51823) Rickhusband, nach Michael P. Anderson (51824) Mikeanderson, nach Kalpana Chawla (51826) Kalpanachawla, nach Laurel Clark (51827) Laurelclark, nach Ilan Ramon (51828) Ilanramon und nach William Cameron McCool (51829) Williemccool.